# Polska Superliga Tenisa Stołowego 2009/2010
Superliga Tenisa Stołowego 2009/2010 – edycja rozgrywek pierwszego poziomu ligowego w Polsce, pierwsza pod nazwą zawiązanej we wrześniu 2009 roku Superligi. Brało w niej udział 10 drużyn, grając systemem kołowym. Cztery czołowe drużyny w tabeli po sezonie zasadniczym brały udział w meczach play-off o tytuł mistrza kraju natomiast drużyny z miejsca 9 i 10 zostały zdegradowane do niższej ligi.
Złoty medal Mistrzostw Polski wywalczył obrońca tytułu zespół Bogorii Grodzisk Mazowiecki, srebrny Pogoń Lębork, a brązowy otrzymały Gorzovia Gorzów Wielkopolski i Ostródzianka Ostróda. Do niższej ligi zostały zdegradowane LUKS Pełcz Diamant Górki Noteckie oraz Odra Roeben Głoska.

## Drużyny
| Nazwa drużyny                               | Miejsce w poprzednim sezonie |
| ------------------------------------------- | ---------------------------- |
| KS Bogoria Grodzisk Maz.                    | 1                            |
| GKS Gorzovia Romus Gorzów Wlkp.             | 2                            |
| BAĆ-POL CASH&CARRY AZS Politechnika Rzeszów | 3                            |
| Ostródzianka Condohotels Morliny Ostróda    | 5                            |
| Odra Roeben Głoska                          | 10                           |
| ZKS Drzonków                                | 7                            |
| PKS Opoka Trzebinia                         | 6                            |
| GLKS Nadarzyn                               | 8                            |
| Ternaeben Pogoń Lębork                      | Awans z I ligi               |
| LUKS Pełcz Diamant Górki Noteckie           | Awans z I ligi               |

## Tabela (sezon zasadniczy)
| Poz. | Drużyna                        | M  | Pojedynki | Punkty |
| ---- | ------------------------------ | -- | --------- | ------ |
| 1.   | KS Bogoria Grodzisk Mazowiecki | 18 | 53:14     | 34     |
| 2.   | GKS Gorzovia Gorzów Wlkp.      | 18 | 49:22     | 32     |
| 3.   | Pogoń Lębork                   | 18 | 44:38     | 22     |
| 4.   | Ostródzianka Ostróda           | 18 | 33:39     | 18     |
| 5.   | AZS Politechnika Rzeszów       | 18 | 37:34     | 18     |
| 6.   | GLKS Nadarzyn                  | 18 | 32:42     | 16     |
| 7.   | ZKS Drzonków                   | 18 | 37:40     | 16     |
| 8.   | PKS Opoka Trzebinia            | 18 | 34:41     | 12     |
| 9.   | Pełcz Górki Noteckie           | 18 | 27:45     | 10     |
| 10.  | Odra Roeben Głoska             | 18 | 13:53     | 2      |

## Wyniki (play-off)
Do dwóch wygranych meczów.

### Półfinały
| Drużyna                   | Wyniki | Drużyna                   |
| ------------------------- | ------ | ------------------------- |
| Ternaeben Pogoń Lębork    | 3:0    | GKS Gorzovia Gorzów Wlkp. |
| GKS Gorzovia Gorzów Wlkp. | 3:2    | Ternaeben Pogoń Lębork    |
| GKS Gorzovia Gorzów Wlkp. | 0:3    | Ternaeben Pogoń Lębork    |

| Drużyna                      | Wyniki | Drużyna                      |
| ---------------------------- | ------ | ---------------------------- |
| Ostródzianka Morliny Ostróda | 1:3    | Bogoria Grodzisk Mazowiecki  |
| Bogoria Grodzisk Mazowiecki  | 3:1    | Ostródzianka Morliny Ostróda |

### Finał
| Drużyna                     | Wyniki | Drużyna                     |
| --------------------------- | ------ | --------------------------- |
| Ternaeben Pogoń Lębork      | 3:2    | Bogoria Grodzisk Mazowiecki |
| Bogoria Grodzisk Mazowiecki | 3:0    | Ternaeben Pogoń Lębork      |
| Bogoria Grodzisk Mazowiecki | 3:2    | Ternaeben Pogoń Lębork      |

## Medaliści
| Lp. | Drużyna                      | Skład                                                  |
| --- | ---------------------------- | ------------------------------------------------------ |
| 1.  | Bogoria Grodzisk Mazowiecki  | Wang Zeng Yi, Daniel Górak, Robert Floras, Wenliang Xu |
| 2.  | Ternaeben Pogoń Lębork       | Bartosz Such, Marek Prądzinski, Patryk Jendrzejewski   |
| 3.  | Gorzovia Gorzów Wlkp.        | Martin Olejnik, Radosław Żabski, Tang Yu               |
| 3.  | Ostródzianka Morliny Ostróda | Patryk Chojnowski, Bartosz Szarmach, Karol Szarmach    |